# كريستيان تيسوني
كريستيان تيسوني (بالإسبانية: Cristian Tissone)‏ هو لاعب كرة قدم أرجنتيني في مركز الدفاع، ولد في 8 فبراير 1988 في مدينة كويلمس في الأرجنتين. لعب مع فيتوريا سيتوبال.

## وصلات خارجية
- كريستيان تيسوني على موقع قاعدة بيانات كرة القدم.إي يو (الإنجليزية)
- كريستيان تيسوني على موقع Soccerway.com (الإنجليزية)